# A750高速公路
A750高速公路是法国的一条高速公路，始于克莱蒙埃罗，终于贝沙湾，与A75高速相连。A750长度约25千米。该高速全线位于埃罗省，主要经过吉尼亚克、蒙彼利埃、克莱蒙费朗埃罗等城市，为2x2车道。